# Dorylus terrificus
Dorylus terrificus é uma espécie de formiga do gênero Dorylus.